# Monoblastus dionnei
Monoblastus dionnei är en stekelart som först beskrevs av Léon Abel Provancher 1879.  Monoblastus dionnei ingår i släktet Monoblastus och familjen brokparasitsteklar. Inga underarter finns listade i Catalogue of Life.